# 팔분의자리
팔분의자리(Octans [ˈɒktænz])는 하늘의 남극에 위치한 작은 별자리로, 라카유에 의해 도입되었다. 남반구에서는 항상 보이나 적도 이북에서는 카멜레온자리와 함께 보기가 힘든 별자리이다.

## 특징
천구의 남극을 포함하고 있다. 이 별자리의 시그마(σ) 별은 육안으로 식별 가능하고 남극에 가장 가까운 별이나, 희미하다. 현재 이 별은 천구의 남극에서 불과 1˚밖에 비껴나 있지 않다. 20세기 초반에는 천구의 남극에서 0.5˚가량 비껴나 있었으나 지구의 세차운동 때문에 조금 더 많이 비껴난 것이다.

## 역사와 신화

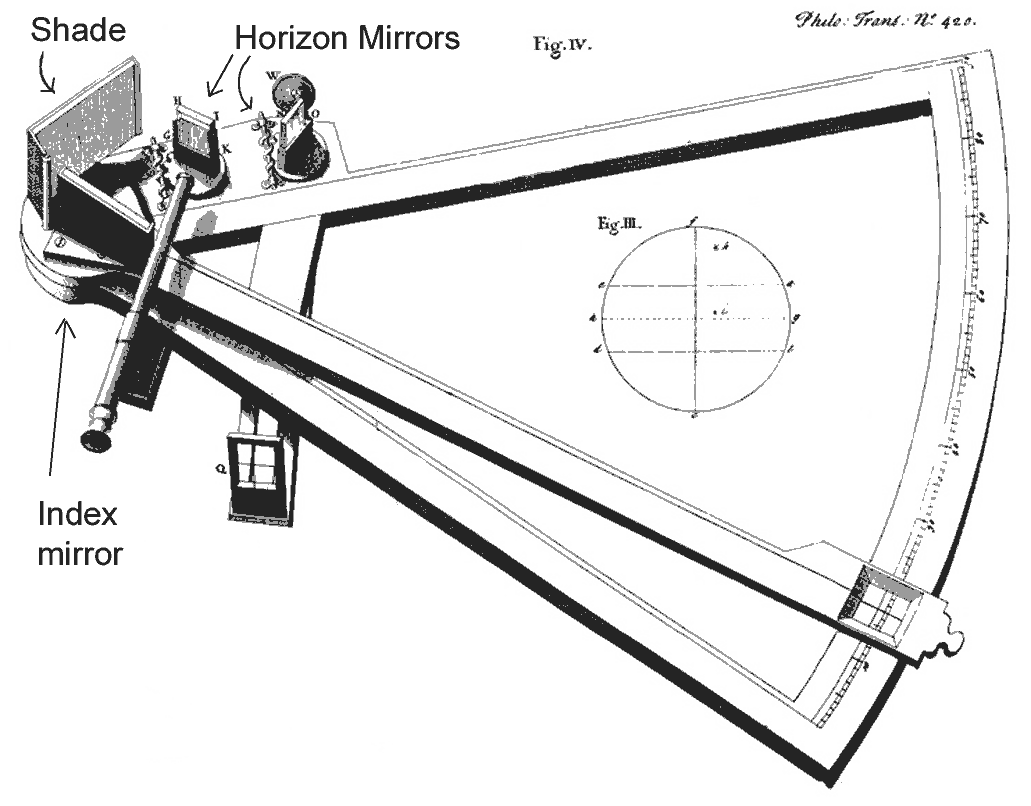
하들리의 팔분의

1752년에 설정된 별자리로, 별자리에 얽힌 특별한 신화는 없다.

## 같이 보기
- 육분의자리